# Alberto Mayagoitia
Alberto Mayagoitia Hill (ur. 24 kwietnia 1968) – meksykański aktor.

## Życiorys
Alberto Mayagoitia zadebiutował w 1982 roku grając w meksykańskiej telenoweli Chispita.
W 1987 roku odegrał rolę w kultowej telenoweli Dzika róża, dzięki której stał się znany w Polsce.
W 1988 roku wystąpił w telenoweli Cicha miłość, a w 1989 roku w telenoweli "Światło i cień (Luz y sombra)", gdzie partnerką aktora była Thalía.
W 1992 roku Alberto Mayagoitia zagrał w telenoweli "Dziadek i ja (El abuelo y yo)", następnie w innych znanych serialach jak Marisol, Zdrowie, bogactwo i miłość, "Catalina i Sebastian".
Alberto Mayagoitia najczęściej gra w serialach, czasami też  odgrywa role teatralne.

## Filmografia
Telenowele studia  «Televisa»:
- 1982 – Chispita
- 1987 – Dzika Róża (Pablo Mendisabal)
- 1988 – Amor en silencio (Diego Robles)
- 1989 – Światło i Cień (Thomas Jose)
- 1992 – Dziadek i ja (Bruno)
- 1993 – Ostatnia nadzieja (La última esperanza) (Daniel / Anioł)
- 1996 – Marisol (dr Ruben Linares)
- 1997 – Zdrowie, bogactwo i miłość (Salud, dinero y amor) (Federico Montiel)

Telenowele studia «TV Azteca»:
- 1999 – Catalina i Sebastian (Carmelo)
- 2001 – Tak jak w kinie (Billy Billetes)

## Nagrody
Nagroda TVyNovelas
- 1987 – Zwycięzca w kategorii młodzieżowej[potrzebny przypis].